# Майла Нурмі
Майла Нурмі (11 грудня 1921, Петсамо, Фінляндія — 10 січня 2008, Лос-Анджелес, Каліфорнія, США), відоміша під псевдонімом Вампіра — американська акторка театру та кіно фінського походження, культова для фільмів жахів.

## Життєпис
Народилася в Петсамо, Фінляндія. Її дядько Пааво Нурмі був олімпійським чемпіоном з бігу на довгі дистанції.
Коли Майлі було два роки, її сім'я переїхала в США. З дитячих років вона мріяла про можливість стати голлівудською зіркою. У 17 років вирушила в Лос-Анджелес у пошуках успіху. Успіх прийшов не одразу, тож Нурмі була вимушена підробляти танцівницею екзотичних танців і фотомоделлю.
Була одружена з Фабриціо Міоні.
Померла 10 січня 2008 року в Лос-Анджелесі від інфаркту міокарда у віці 86 років. Похована на кладовищі Голлівуд-Рочестер.

## Діяльність
Через якийсь час продюсер Майк Тодд запропонував їй роль вампірки в містичному ревю «Лякаючий скандал». Після цього проєкту Нурмі зацікавився режисер і продюсер Говард Хоук, який хотів зробити її новою Лорен Беколл і обіцяв головну роль у фільмі за сценарієм Вільяма Фолкнера, але його проєкти не здійснилися, тому Нурмі змушена була повернутися до заробітків танцівницею. 1954 року на одному балі-маскараді Нурмі з'явилася в образі Мортисії Адамс з Сімейки Адамсів. Тоді народився образ Вампіри. Нурмі зацікавила Ганта Стромберга молодшого, що якраз шукав когось, щоб додати пікантности його нічним програмам. Нурмі стала ведучою програми про фільми жахів, що виходила щонеділі о 23:00.

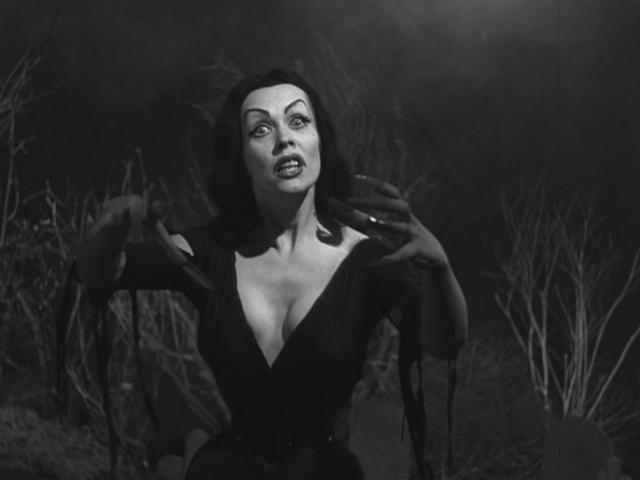
Майла Нурмі в фільмі План 9 з відкритого космосу, 1959 р.

Образ, підступний і витончений гумор, манери поведінки Майли Нурмі швидко зробили її популярною. Нурмі з'являлася з туману у супроводі органної музики і зазвичай говорила: «Я Вампіра, сподіваюся, у вас був жахливий тиждень». Її оригінальний імідж почав сприяти успіху програми. Марлон Брандо, Мей Вест і Джеймс Дін були її фанатами, Нурмі була знайома з Мерилін Монро, коли та була ще Нормою Джин. Із Джеймсом Діном у Нурмі були досить тісні дружні відносини. Його раптова смерть шокувала Нурмі, вона почала думати про зміну іміджу і перехід в інший проєкт.
Незабаром у квартиру Нурмі проникла жінка, яка підпалила в її присутності собі волосся, потім намагалась підпалити квартиру. Все це вибило на якийсь час її з колії. Воскресіння образу Вампіри відбулося завдяки Едварду Вуду, який знімав свій класичний «План 9 з відкритого космосу» і запросив Нурмі знятися в одному епізоді в ролі вампірки. Її партнером по фільму був Тор Джонсон. Після цього вона знялася ще в кількох фільмах категорії B, але жоден з них не приніс їй такої популярності, як «шедеври» Вуда.
Майла Нурмі стала господинею власного антикварного магазину, створила лінію одягу і прикрас. Після фільмів Вуда в кінці 1970-х у неї з'явилося нове покоління фанів. Музичні гурти, такі як The Damned і The Misfits, прославляли її в своїх піснях. Були спроби воскресити образ Вампіри на телебаченні. 1995 року був знятий фінський документальний фільм про Нурмі, «About sex, death and taxes». 1998 року Нурмі повернулася на великі екрани у фільмі «I Woke Up Early the Day I Died» за старим сценарієм Едда Вуда з Біллі Зейном.

## Фільмографія
- 1947 — Якщо приходить зима (If Winter Comes[en]) (дебют)
- 1954 — Шоу Вампіри (The Vampira Show[en]) (ТВ шоу)
- 1958 — Дуже багато, дуже рано (Too Much, Too Soon[en])
- 1959 — Великий оператор (The Big Operator[en])
- 1959 — Покоління бітників[en] (англ. The Beat Generation)
- 1959 — План 9 з відкритого космосу
- 1960 — Я пройшла в білому (I Passed for White[en])
- 1960 — Сексуальні кішечки вирушають до коледжу (Sex Kittens Go to College[en])
- 1962 — Чарівний меч (The Magic Sword[en])
- 1975 — Джеймс Дін: Перший Американський підліток (James Dean: The First American Teenager[en]) (докум.)
- 1986 — Перше поселення (Population: 1[en])
- 1988 — Шоу неймовірно дивних фільмів (The Incredibly Strange Film Show) (Серіал, докум.)
- 1992 — Летючі тарілки над Голівудом: План 9 по сусідству (Flying Saucers Over Hollywood: The 'Plan 9' Companion) (докум.)
- 1995 — Вампіра/Про секс, смерть та розцінки (Vampira/About Sex, Death and Taxes) (докум.)
- 1996 — Мир привидів Едварда Д. Вуда мол. (The Haunted World of Edward D. Wood Jr.) (докум.)
- 1998 — Я прокинувся рано в день моєї смерті
- 2001 — Халтура! Секретні історії американських фільмів (Schlock! The Secret History of American Movies) (докум.)
- 2004 — Монструозія: Повернення до витоків жахів (Monsterama: A Tribute to Horror Hosts) (докум.)
- 2004 — Мертві та відомі (Dead Famous[en]) (Серіал)
- 2006 — Страх по-американському (American Scary[en]) (докум.)
- 2006 — Вампіра: Фільм (Vampira: The Movie) (докум.)